# Anchorage-Erdbeben 2018
Am 30. November 2018 ereignete sich in Alaska bei Anchorage ein Erdbeben der Stärke 7,1 auf der Momenten-Magnituden-Skala in 46,7±0,1 Kilometer Tiefe mit 40 Nachbeben, wobei das stärkste Stärke 5,7 hatte.